# Hårdost
Hårdost kallas den osttyp med fast konsistens, som man kan skära i skivor med kniv eller osthyvel och kan använda som pålägg på bröd. Hårdost kan även rivas och smältas för att användas i matlagning. Hårdostar delas in i grynpipig ost, rundpipig ost och tät ost.
Det går åt 10 kg mjölk för att tillverka 1 kg hårdost. Hårdostar har en vattenkonstistens mellan 30 % och 50 % och får olika textur beroende på tillverkningsprocessen: grynpipiga (till exempel prästost), rundpipiga (till exempel herrgårdsost) eller täta (till exempel cheddar).

## Hårdostar
Textur beskriver utseendet på en hårdosts hål eller pipor. De olika texturerna beror på skillnader i tillverkningsprocessen, och har gett namn åt tre olika typer av hårdost.

### Grynpipiga hårdostar

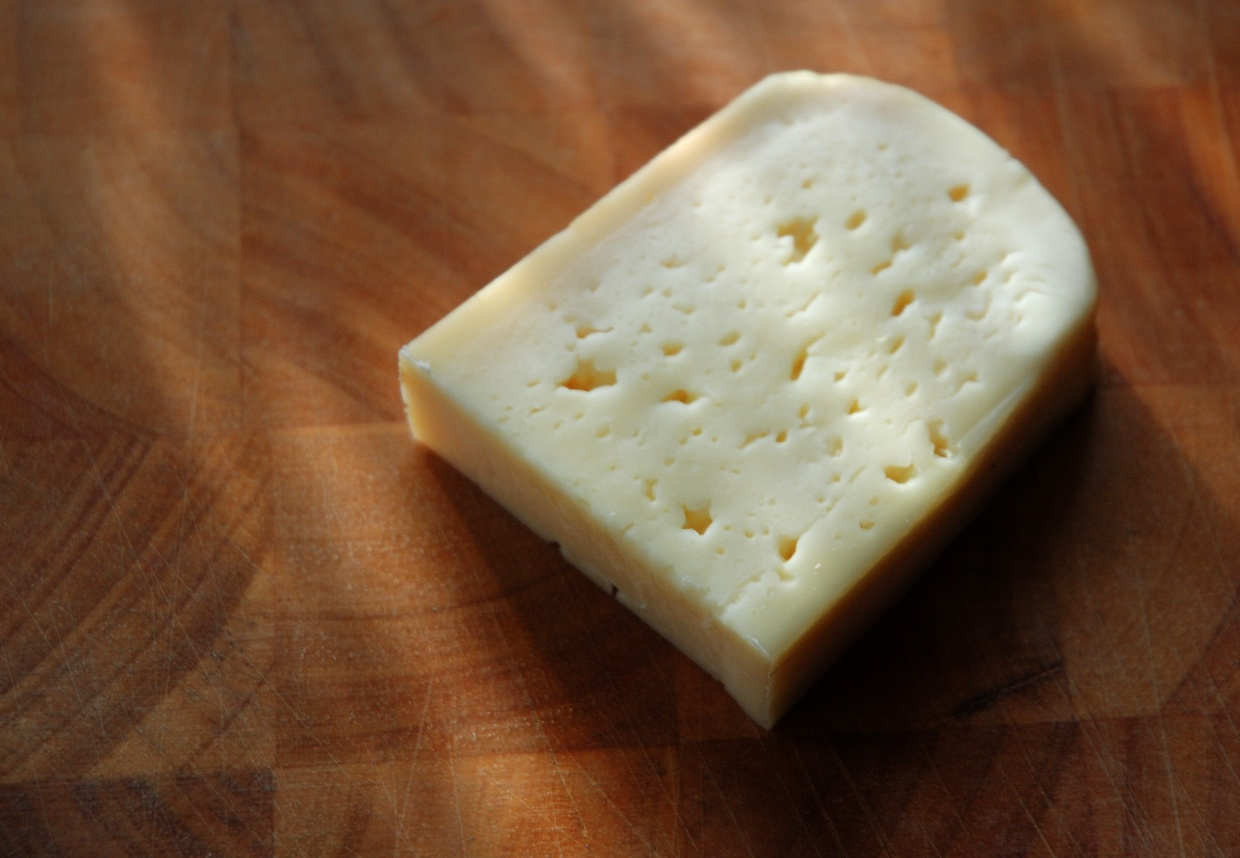
Port Salut

Många små oregelbundna, grynformiga hål bildas när vasslen tappas av innan ostmassan rörs om och läggs i sin form. Koldioxiden som bakteriekulturen bilar under mognadsprocessen sipprar då ut genom hålrummen och bildar risgrynslika pipor, det vill säga hålen.
- Hushållsost
- Prästost
- Svecia
- Västerbottensost

### Rundpipiga hårdostar

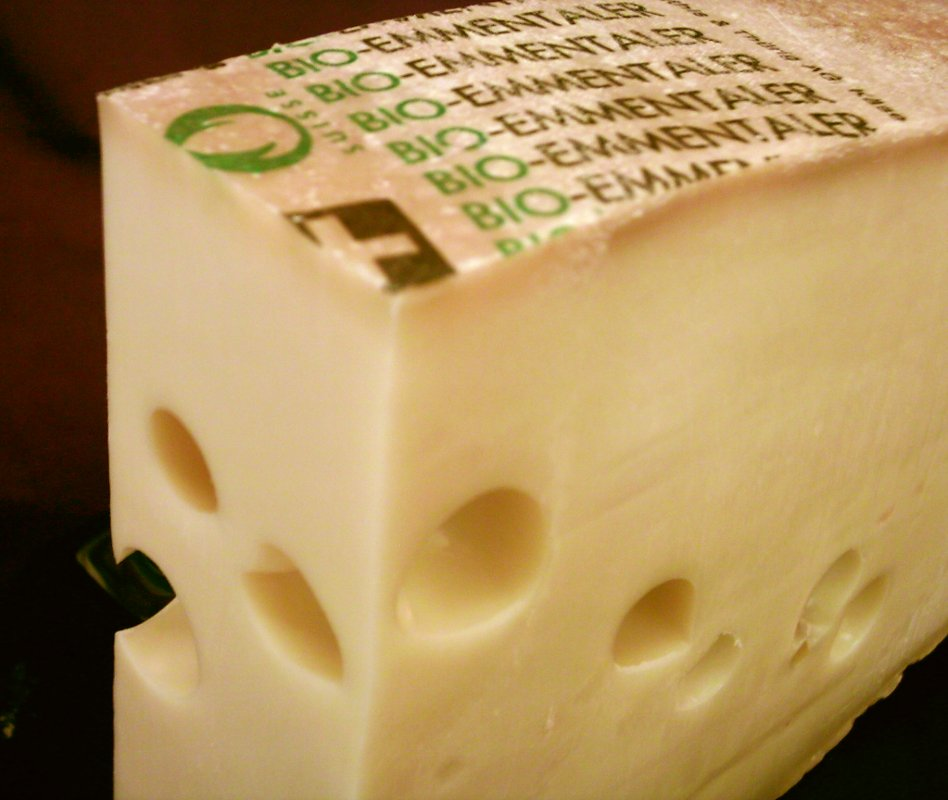
Emmentaler

Få, lite större och runda hål. Ostmassan formas och pressas samman under vätskeytan innan vasslen tappas. Bakteriekulturen bildar även här koldioxid men den stannar kvar i ostmassan och bildar stora hål som är fyllda med gas. Piporna blir färre och större än hos grynpipiga ostar. 
- Appenzeller
- Edamer
- Emmentaler
- Grevé
- Herrgårdsost

### Täta ostar

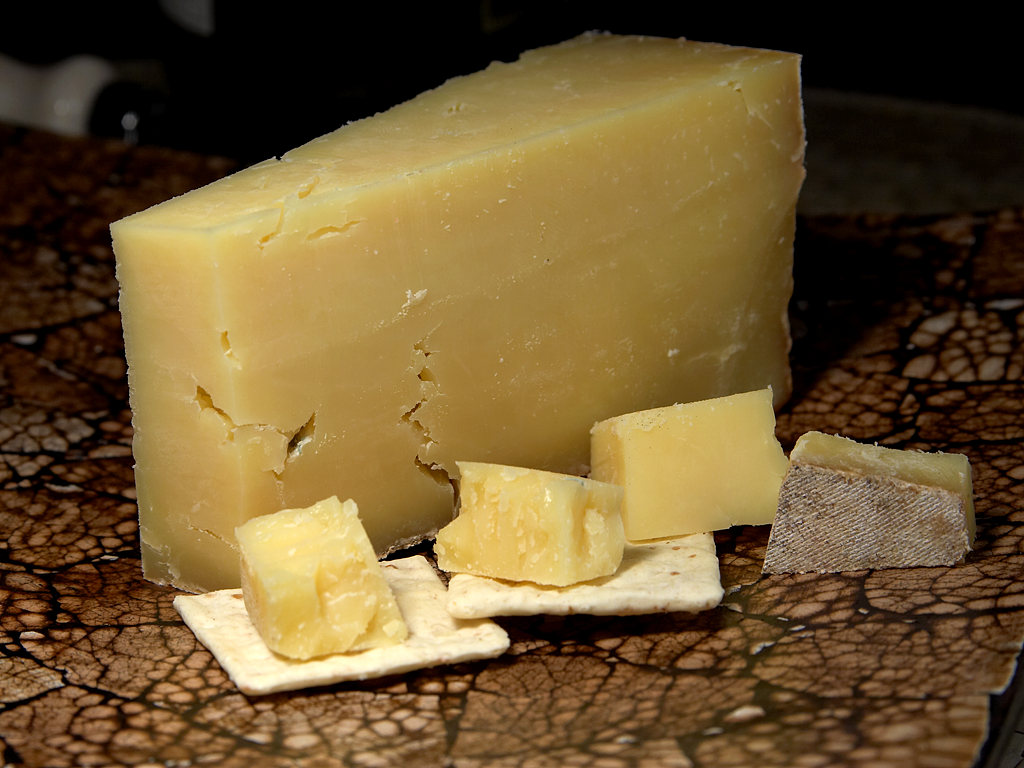
Cheddar

Dessa har inga hål alls eller endast några smala sprickor. Ostmassan får ligga kvar i ostkaret efter att vasslen tappats av. Efter ett dygn mals och saltas den opressade osten för att därefter läggs i sin form för pressning. Under denna cheddringsprocess försvinner koldioxiden och inga hål bildas. Osten får en textur som är tätare än gryn- och rundpipiga ostar. 
- Cheddar
- Gouda
- Gruyère

### Övriga

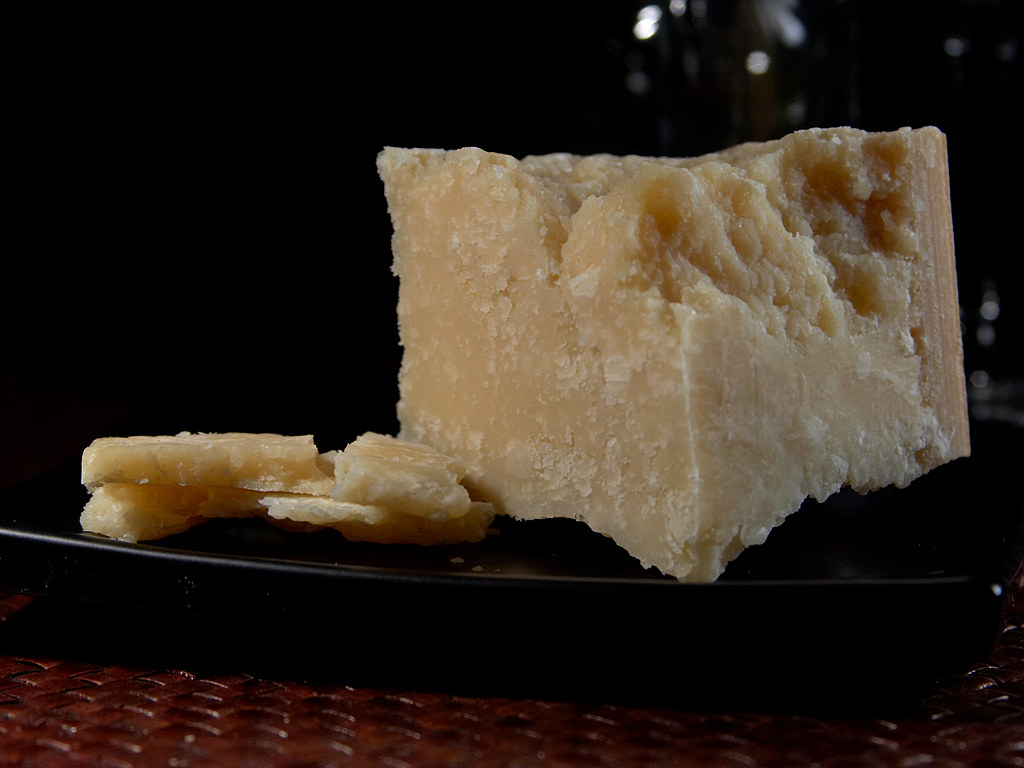
Parmesan

- Parmigiano-Reggiano (Parmesan)
- Grana Padano

## Svensk konsumtion av hårdost
2007 åt svenskarna 18,4 kg ost per person och av detta var 13 kg hårdost.